# Цыганские романсы
«Цыганские романсы» (также известный под названиями «Трагедия цыганской души» и «Трагедия цыганки») — кинофильм 1914 года. Сохранился не полностью и без надписей.
Немой фильм содержал сцены из популярной в начале 1900-х оперетты-мозаики Николая Северского «Цыганские песни в лицах», премьера которой состоялась много лет спустя (в театре Русской оперетты, 1938).
Главную роль в фильме исполнил известный певец Михаил Вавич, сыгравший цыгана Серко. Прославившийся исполнением романсов, а также выступавший на театральной и концертной сцене, в начале 1910-х годов Вавич начал сниматься в кино на студии Ханжонкова и некоторых других. «Цыганские романсы» стали одной из первых киноработ Вавича и единственным сохранившимся фильмом с его участием. 